# M1860軽騎兵刀

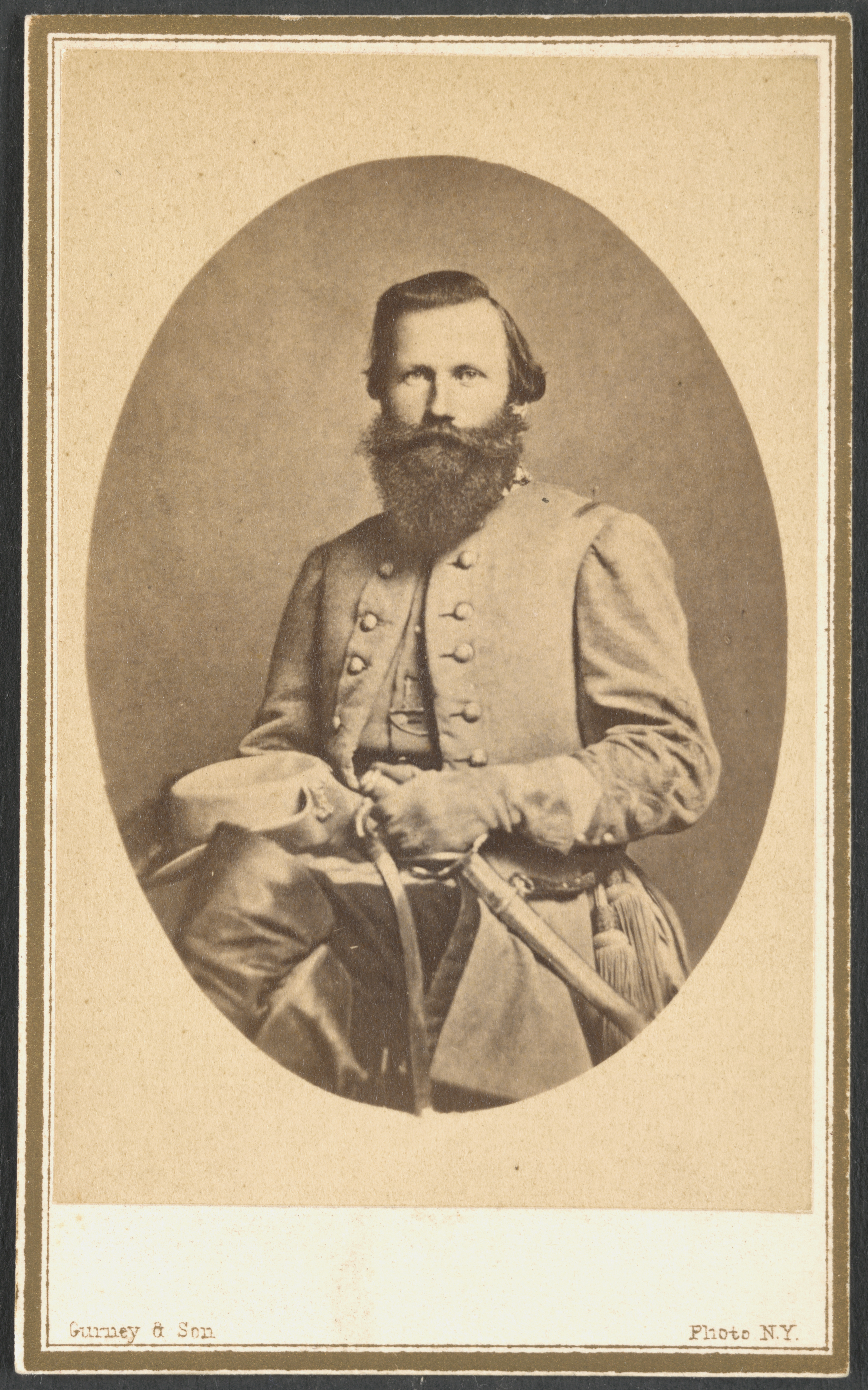
M1860軍刀を手にするスチュアート将軍。従来のM1840よりも軽量小型な彎刀である

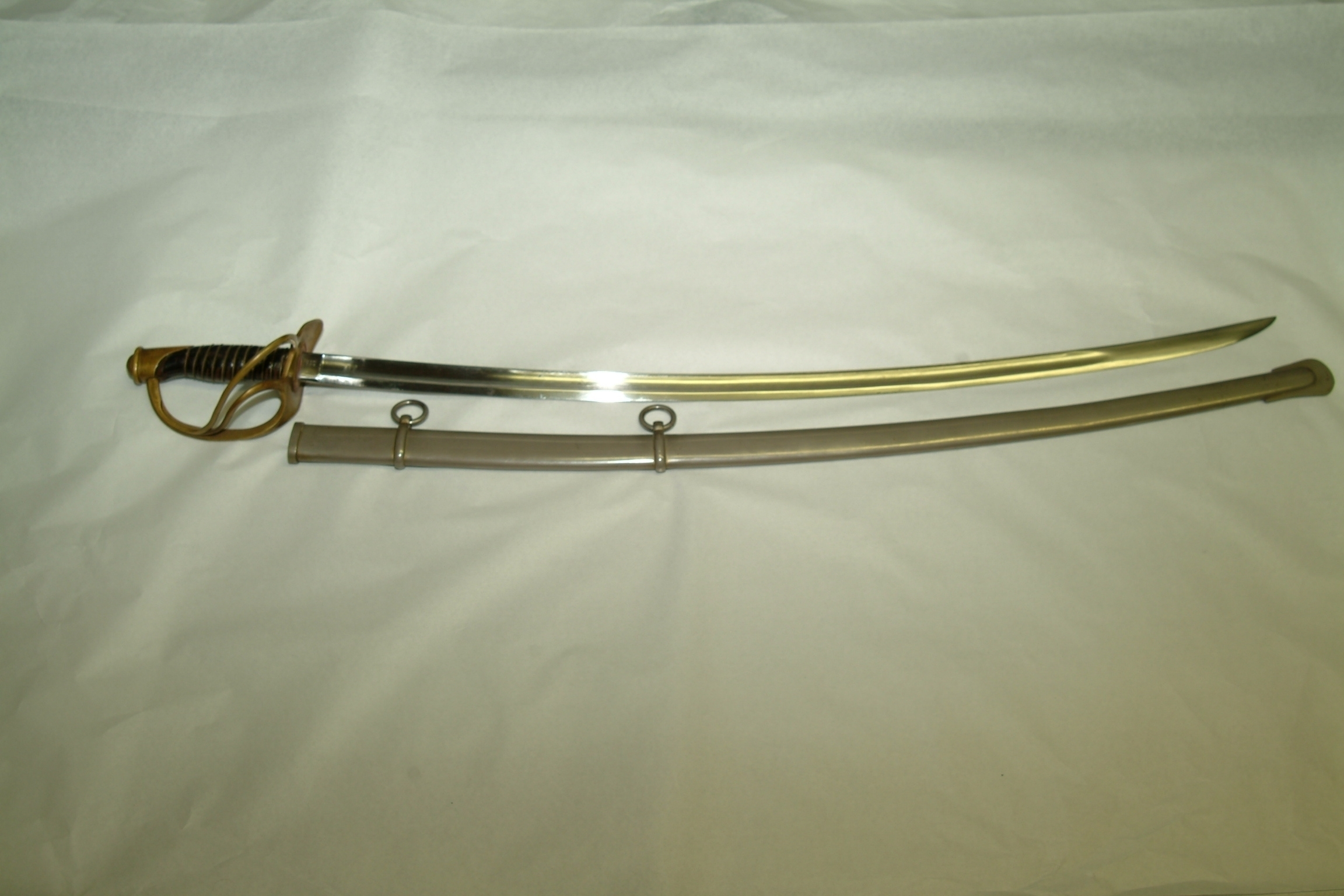
M1860軍刀

M1860軽騎兵刀（M1860けいきへいとう、Model 1860 Light Cavalry Sabre）とは、アメリカで作られたサーベルである。アメリカ陸軍が騎兵向けの軍刀として南北戦争の折に採用し、インディアン戦争頃まで使用された。また、少数ながら米西戦争でも使用されたという。全長41インチで刃渡は35インチ、また刃の幅は1インチである。重量は軍刀単体で2ポンド4オンス、鉄製の鞘を含めて3ポンド10オンスであった。なお、最初の生産分800振りについてはM1862とも呼ばれていた。
南北戦争の最中、アメリカ陸軍には軽騎兵(Light cavalry)ないし重騎兵(Heavy cavalry)という兵科は存在していなかった。それらに相当しうる兵科としては竜騎兵（Dragoons, 1830年制定）、騎馬小銃兵（Mounted Riflemen, 1840年制定）、騎兵（Cavalry, 1856年制定）などが存在しており、軍服に施されるパイピングの兵科色はそれぞれ橙、緑、黄色であった。1861年にはこれらの兵科が騎兵に統合され、兵科色は黄色に統一された 。
「軽騎兵刀」(Light Cavalry Saber)の呼称は兵科名に因むのではなく、先代のM1840騎兵刀よりも軽量であることを意味していたという。真鍮製の護拳や革巻きの柄、鋼鉄製の鞘などM1860にはM1840との類似点も多かったが、より軽量小型だった。
南北戦争が終結するまでに、およそ300,000振りのM1860が製造された。うち200,000振りはエイムス(Ames)、32,000振りがロビー(Roby)によって製造され、その他にもティファニー、グレーズ(Glaze)、ジャスティス(Justice)、エマーソン&シルバー(Emerson and Silver)など様々な企業による製造が行われた。M1860は騎兵だけではなく、多くの歩兵によっても使用された。また、参謀将校の中には標準支給のM1850軍刀ではなく私的に購入したM1860を好むものも多かったという。高級将校らはしばしば購入した軍刀に金メッキなどの細工や装飾を施した。ジョージ・アームストロング・カスター将軍やJ・E・B・スチュアート将軍も装飾を加えたM1860を愛用していたことで知られる。
南北戦争末期には騎兵突撃の有用性が低下し、代わりに騎兵は散兵の役割を担うようになる。この中で多くの騎兵はそもそも軍刀を帯刀せずにリボルバーなどで武装するか、仮に帯刀していても戦闘時にはヘンリー銃やスペンサー銃などの連発銃に持ち替えることが多くなった。
1920年代、安価に放出された南北戦争期の装備類を映画業界が大量に購入した。そのため、同時期の西部劇映画ではしばしば騎兵隊の軍刀としてM1860の実物が使用されている。
近年になっても、アメリカ陸軍の騎兵部隊ではカラーガード用装備や礼装用装備として使用されている。騎兵隊員が礼装として伝統的な青い制服を着用する際にも帯刀が義務付けられている。また、騎兵隊員に対する転属や退役時の記念品としても用いられており、記念用軍刀の鞘には氏名と階級、従軍期間が刻印されている。